# Aki (distrito)
Aki (安芸郡; -gun) é um distrito localizado em Hiroshima, Japão.
Em 2004 a população do distrito era de 116.573 habitantes com uma densidade populacional de 1588 habitantes por km².  A área total é de 73,41 km².

## Cidade e vilas
- Fuchu
- Kaita
- Kumano
- Saka

## Fusões
Em 1889, 1 cidade e 29 vilas faziam parte da jurisdição do distrito de Aki. Hoje depois de várias fusões de vilas restaram 4 cidades.
Segue abaixo a lista de cidades que faziam parte do distrito de Aki em 1889, a letra 村 (Mura ou Son) significa vila, sendo assim todas as vilas possuem 村 no final do nome:
| Nome em Kanji | Nome em Hiragana | Japonês Transliterado |
| 海田市町      | かいたいちまち   | Kaitaichi             |
| 牛田村        | うしたむら       | Ushita                |
| 江田島村      | えたじまむら     | Etajima               |
| 大屋村        | おおやむら       | Ooya                  |
| 奥海田村      | おくかいたむら   | Okukaita              |
| 蒲刈島村      | かまがりじまむら | Kamagarijima          |
| 上瀬野村      | かみせのむら     | Kamiseno              |
| 熊野村        | くまのむら       | Kumano                |
| 倉橋島村      | くらはしじまむら | Kurashijima           |
| 警固屋村      | けごやむら       | Kegoya                |
| 坂村          | さかむら         | Saka                  |
| 下瀬野村      | しもせのむら     | Shimoseno             |
| 瀬戸島村      | せとじまむら     | Setojima              |
| 荘山田村      | そうやまだむら   | Souyamada             |
| 渡子島村      | とのこしまむら   | Tonokoshima           |
| 中野村        | なかのむら       | Nakano                |
| 中山村        | なかやまむら     | Nakayama              |
| 仁保島村      | にほしまむら     | Nihoshima             |
| 温品村        | ぬくしなむら     | Nukushina             |
| 畑賀村        | はたかむら       | Hataka                |
| 府中村        | ふちゅうむら     | Fuchu                 |
| 船越村        | ふなこしむら     | Funakoshi             |
| 戸坂村        | へさかむら       | Hesaka                |
| 本庄村        | ほんじょうむら   | Honjou                |
| 宮原村        | みやはらむら     | Miyahara              |
| 矢賀村        | やがむら         | Yaga                  |
| 焼山村        | やけやまむら     | Yakeyama              |
| 矢野村        | やのむら         | Yano                  |
| 吉浦村        | よしうらむら     | Yoshiura              |
| 和庄村        | わしょうむら     | Washou                |
| ------------- | ---------------- | --------------------- |